# Gabriella Pozzuolo
Gabriella Angela Pozzuolo (Genova, 28 novembre 1946) è un'ex ginnasta italiana.

## Biografia
Nata a Genova nel 1946, ha iniziato a praticare la ginnastica artistica a nove anni, su consiglio medico, per curare un problema di asma, arrivando poi in nazionale circa cinque anni dopo.
Nel 1964 è stata campionessa italiana nel concorso generale individuale ai campionati italiani assoluti con i colori della S.G. Andrea Doria della sua città, interrompendo la striscia di successi di Adriana Biagiotti, che aveva trionfato l'anno precedente e che vincerà poi, dall'anno dopo, altri tre titoli consecutivi.
L'anno successivo ha preso parte agli Europei di Sofia 1965, mentre nel 1966 è stata di scena ai Mondiali di Dortmund, dove è arrivata 93ª nel concorso individuale con 68,996 punti.
A 21 anni ha partecipato ai Giochi olimpici di Città del Messico 1968, in cinque gare (la nazionale italiana non prendeva parte al concorso a squadre), chiudendo 64ª nel concorso individuale con 69,650 punti, 75ª al corpo libero con 17,350, 58ª alle parallele asimmetriche con 17,450, 60ª alla trave con 17,100 e 60ª nel volteggio con 17,750. Negli ultimi quattro casi non è riuscita ad accedere alla finale, riservata alle sei con i migliori punteggi delle qualificazioni.
Nello stesso 1968 si è sposata con il collega ginnasta Franco Menichelli, conosciuto nel 1962, cinque volte medagliato olimpico, una d'oro, presente alle Olimpiadi da Roma 1960 a Città del Messico 1968. È quindi cognata dell'ex calciatore di Serie A e nazionale Giampaolo Menichelli.
In seguito è stata insegnante di ginnastica e ha gestito una palestra a Roma con il marito.